# Blood Stone 007
Cet article possède un paronyme, voir Bloodstone.
Blood Stone 007 est un jeu vidéo de type TPS développé par Bizarre Creations et édité par Activision sur PlayStation 3, Xbox 360 et Windows en novembre 2010. Parallèlement, une version a été développée par n-Space sur Nintendo DS.
Il s'agit du 12e jeu de la série James Bond. C'est également le dernier jeu développé par Bizarre Créations avant que le développeur ne ferme ses portes en février 2011. Aucune suite n'a été apportée concernant l'histoire.

## Synopsis
Le jeu se déroule quelques années après Quantum of Solace. Tout commence lorsque Greco, un terroriste, tente de faire sauter une voiture piégée au Parthénon où se déroule le G20. James Bond arrive donc dans la capitale grecque et infiltre le navire de plaisance de Greco. Ensuite après une course poursuite dans le port puis dans les rues d'Athènes, James parvient à éviter l'attentat et à mettre hors d'état de nuire Greco.
Le lendemain matin, Bond est assigné pour une nouvelle mission retrouver Malcolm Tedworth, un professeur britannique. Supposé décédé, le MI6 est arrivé à retrouver sa trace à Constantinople grâce à un appel anonyme. James part sur place et réussit à retrouver le professeur dans les souterrains de la ville mais trop tard pour le sauver car il se fait exécuter par un malfrat du nom de Bernin. Ce dernier tente de quitter la ville avec les recherches qu'il a réussi à extorquer de Malcolm. Bond le prend rapidement en chasse à travers les rues de la cité turque. Finalement, James attrape Bernin mais pas avant que ce dernier ne livre les recherches du professeur à son commanditaire. Après l'avoir interrogé, James Bond apprend que le mystérieux commanditaire n'est autre que Stefan Pomerov, un oligarque russe.
Rapidement le MI6 informe Bond que Pomerov se rend à Monaco. 007 se rend donc à Nice où le contact du MI6 local l'attend :  Nicole Hunter une créatrice de bijoux. Le soir même, pendant que Nicole occupe Pomerov, James infiltre son casino privé et découvre que Pomerov compte utiliser les recherches de Malcolm pour faire des armes biologiques. Il apprend également que le Russe compte utiliser une installation industrielle en Sibérie pour les produire. Repéré par les agents de sécurité, Bond réussit à s'échapper de justesse grâce à Nicole.
Et c'est avec elle que James part infiltrer l'usine sibérienne. L'agent secret britannique détruit l'installation entière au moyen d'un sabotage. Ensuite, il se lance à la poursuite de Pomerov qui tente de s'enfuir avec certaines de ses nouvelles armes à bord d'un train puis d'un ekranoplan. James l'arrête, élimine Pomerov et laisse les autorités russes se charger des armes biologiques. L'affaire semble être finie mais James pense que quelqu'un voulait Pomerov mort et qu'il faut à présent déterminer de qui il s'agit. Utilisant le téléphone de Bernin, il trouve un indice qui le mène à Bangkok.
Arrivé dans la capitale Thaïlandaise, Bond est contacté par un agent des services secrets chinois. Ce dernier, qu'il rencontre dans l'aquarium de la ville, lui révèle qu'il a un indice : Rak un mafieux thaïlandais qui serait en contact avec la personne que James recherche, mais avant de pouvoir en dire plus il est abattu par un assassin. James se lance à ses trousses et après une course poursuite qui laisse la moitié de la ville en ruine, l'assassin est tué et Bond doit fuir la police thaïlandaise. Finalement, James va voir Silk un ancien ami qui lui indique où se trouve Rak. Mais Silk trahit Bond et l'agent secret est capturé.
007 se retrouve dans la prison personnelle de Rak en Birmanie. Mais il arrive à s'en échapper et à se lancer à la poursuite de Rak dans un Osprey. Mais les choses tournent mal pour Bond qui est abattu au-dessus de la jungle et doit se poser en catastrophe. Toujours vivant après le crash, James élimine toutes les patrouilles ennemies et retrouve Rak sur un barrage fluvial en construction. Après l'avoir battu, James découvre l'identité de la personne qui tire les ficelles grâce au couteau de Rak.
Il s'agit de Nicole. Bond lui rend donc une petite visite dans ses bureaux de la côte d'Azur. Cette dernière prend peur et s'enfuit de la ville en voiture. James la poursuit à travers la campagne française jusqu'au Viaduc de Millau où il immobilise sa voiture. Nicole lui révèle alors qu'elle obéit à quelqu'un d'encore plus puissant (plus puissant que le MI6, sans doute le SPECTRE) et avant d'en dire plus un drone predator apparaît et tue Nicole. James reste donc près de son corps, méditant sur ses dernières paroles.

## Distribution
- Daniel Craig (VF : Jean-Yves Berteloot) : James Bond 007
- Joss Stone (VF : Véronique Picciotto) : Nicole Hunter
- Laurence Possa : Stefan Pomerov
- James Goode : Rak
- Judi Dench  (VF : Nadine Alari) : M
- Rory Kinnear (VF : Xavier Fagnon) : Bill Tanner
- Timothy Watson : Dr Malcolm Tedworth
- Ramon Tikaram : Bernin
- Luis Soto : Greco (pré-générique)
- David K. S. Tse : Colonel Fu San Ping
- Richard Dillane : Silk
- Peter Polycarpou : le général (pré-générique)

## Système de jeu
Blood Stone est un jeu de tir à la troisième personne avec des éléments de combat au corps à corps. Des séquences de conduite apparaissent également dans le jeu. Blood Stone dispose d'un système de visée qui permet aux joueurs de se verrouiller sur des cibles après des éliminations en mêlée. [5] Il existe un mode multijoueur comprenant jusqu'à 16 joueurs qui opposeront les espions aux mercenaires [6]. En plus du match à mort par équipe et d'autres modes de jeu standard, il y a des batailles massives basées sur des objectifs où les joueurs doivent travailler en équipe pour attaquer ou défendre divers objectifs sur le thème de l'espionnage. Le joueur pilote plusieurs types de véhicules tout au long du jeu. [7]

## Développement
Le jeu a été laissé entendre le 21 avril 2010 lorsque le magasin britannique HMV a inscrit Blood Stone comme "à venir". [8] Le 23 avril, Activision a réservé un nom de domaine Web appelé bloodstonegame.com. [9] Le jeu a été annoncé dans un communiqué de presse d'Activision le 16 juillet. [10] Le scénariste de James Bond, Bruce Feirstein, a écrit l'histoire du jeu. Le jeu lui-même est construit sur le moteur sur mesure du développeur Bizarre Creations, qui a été créé pour le jeu The Club. [11] Ben Cooke (en), qui est le doubleur de Daniel Craig dans les films, a fourni la chorégraphie de capture de mouvement pour l'animation numérique de Bond. Il est crédité en tant que coordinateur de cascades du jeu. [11]
La bande originale du jeu est composée par Richard Jacques. Joss Stone fournit une piste musicale originale au jeu intitulée "I'll Take It All" écrite et interprétée par elle et David A. Stewart. [12]

## Accueil
- 1UP.com : B-[1]
- Famitsu : 30/40[2]
- Gamekult : 5/10[3]
- GameSpot : 7,5/10[4]
- IGN : 5/10[5]
- Jeuxvideo.com : 13/20[6]

Nintendo DS
- IGN : 7/10[7]
- Jeuxvideo.com : 8/20[8]